# Satz von Aoki-Rolewicz
Der Satz von Aoki-Rolewicz ist ein Resultat aus der Funktionalanalysis, welches sagt, dass jede Quasinorm äquivalent zu einer {\displaystyle p}-Norm ist. Dies impliziert, dass quasinormierte Räume metrisierbar sind.
Der Satz wurde unabhängig von Tosio Aoki () und Stefan Rolewicz () bewiesen.

## Satz von Aoki-Rolewicz

### Vorbereitungen: Quasinorm und p-Norm
Eine Norm {\displaystyle \|\cdot \|} auf einem Vektorraum {\displaystyle X} erfüllt die Dreiecksungleichung
{\displaystyle \|x+y\|\leq \|x\|+\|y\|,\;\forall x,y\in X.}
Ersetzt man dieses Axiom durch
- {\displaystyle \exists K\geq 1}, so dass {\displaystyle \|x+y\|\leq K(\|x\|+\|y\|),\;\forall x,y\in X}, dann erhält man eine Quasinorm. {\displaystyle K} nennt man auch Modulus der Konkavität.
- {\displaystyle \exists p\in (0,1]}, so dass {\displaystyle \|x+y\|^{p}\leq \|x\|^{p}+\|y\|^{p},\;\forall x,y\in X}, dann erhält man eine {\displaystyle p}-Norm.

### Aussage
Sei {\displaystyle \|\cdot \|} eine Quasinorm auf {\displaystyle X} mit Modulus der Konkavität {\displaystyle K}, dann existiert eine äquivalente Quasinorm {\displaystyle \|\cdot \|_{*}}, die auch eine {\displaystyle p}-Norm ist, wobei {\displaystyle 2^{1/p-1}=K} gilt. Weiter ist
{\displaystyle \|\cdot \|_{*}=\inf \left\{\left(\sum \limits _{i=1}^{n}\|x_{i}\|^{p}\right)^{1/p}\mid x=\sum \limits _{i=1}^{n}x_{i}\right\}.}